# Ренді Вуд
Ренді Вуд (англ. Randy Wood; 12 жовтня 1963, Принстон, США) — американський хокеїст, лівий нападник. 
Виступав за Єльський університет (NCAA), «Нью-Йорк Айлендерс», «Спрингфілд Індіанс» (АХЛ), «Баффало Сейбрс», «Торонто Мейпл-Ліфс», «Даллас Старс».
В чемпіонатах НХЛ — 741 матч (175+159), у турнірах Кубка Стенлі — 51 матч (8+9).
У складі національної збірної США учасник чемпіонатів світу 1986 і 1989 (14 матчів, 1+1), учасник Кубка Канади 1991 (3 матчі, 0+2).
Досягнення
- Фіналіст Кубка Канади (1991).